# 东方红桥 (无锡)
31°38′56″N 120°11′29″E / 31.64900°N 120.19137°E
东方红桥，又称东方红大桥，位于中华人民共和国江苏省无锡市惠山区洛社镇，是一架跨京杭大运河的桥。

## 沿革
1972年文化大革命时期修建，因此称为东方红桥。2008年，因启动苏南运河四级航道改为三级航道工程，在运河下游部分新建东方红大桥。